# Sex, Love and Rock 'n' Roll
Albums de Social Distortion
Live at the Roxy
Sex, Love and Rock 'n' Roll est le sixième album du groupe de punk rock Social Distortion. C'est leur premier album en huit ans depuis la sortie de White Light, White Heat, White Trash en 1996. D'abord prévu à l'automne 2000, il ne sortit qu'en septembre 2004. L'album est dédié à l'ancien bassiste du groupe Dennis Dannell mort en 2000.
Le single Reach for the Sky devint l'un des plus gros succès de Social Distortion.
L'une des principales raisons à la longue période entre le nouvel album et Sex, Love and Rock'n'Roll est les diverses activités des membres du groupe et notamment du leader Mike Ness qui sortit deux albums solo suivis de tournées.

## Liste des chansons
Toutes les chansons sont écrites par Mike Ness exceptées notées.
1. Reach for the sky – 3:31
2. Highway 101 – 3:44
3. Don't Take Me for Granted – 3:47
4. Footprints on My Ceiling – 5:08
5. Nickels and Dimes (J. Wickersham/Ness) – 3:05
6. I Wasn't Born to Follow – 2:55
7. Winners and Losers – 4:45
8. Faithless (Wickersham/Ness) – 3:02
9. Live Before You Die – 2:47
10. Angel's Wings (Wickersham/Ness) – 4:59

## Personnel
- Mike Ness – Chant, Guitare
- Jonny Wickersham – Guitare
- John Maurer – Basse
- Charlie Quintana – Batterie
- Dan Mcgough - Orgue